# Cliserio Alanís
Cliserio Alanís är en ort i Mexiko.   Den ligger i kommunen Jiutepec och delstaten Morelos, i den sydöstra delen av landet, 60 km söder om huvudstaden Mexico City. Cliserio Alanís ligger 1 313 meter över havet och antalet invånare är 2 092.
Terrängen runt Cliserio Alanís är huvudsakligen kuperad, men åt sydväst är den platt. Terrängen runt Cliserio Alanís sluttar söderut. Runt Cliserio Alanís är det mycket tätbefolkat, med 3 134 invånare per kvadratkilometer. Närmaste större samhälle är Cuernavaca, 10,4 km nordväst om Cliserio Alanís. Omgivningarna runt Cliserio Alanís är en mosaik av jordbruksmark och naturlig växtlighet.